# Feed Over E-mail

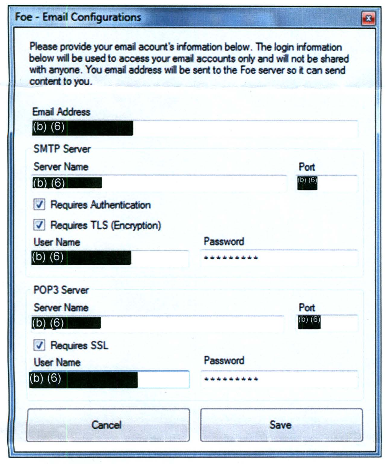
FOE配置界面

電郵饋入（Feed Over E-mail，FOE）是一種可以避過國家網絡審查系統的技術，把含有敏感內容的資料傳遞到被信息封鎖的用戶手中。 電郵饋入可以在Microsoft Hotmail、Google Gmail和Yahoo! Mail等電郵平台上使用。中國、伊朗、緬甸、塔吉克、烏茲別克和越南等國家的國民都可以獲得自由資訊。
FOE由美国广播理事会的IT专家Sho Ho设计，托管在Google Code上，采用GPLv3许可证。然而这项技术对完全断网的情况无能为力。